# Ugo Bardi
Pour les articles homonymes, voir Bardi (homonymie).
 (juillet 2012).
Si vous disposez d'ouvrages ou d'articles de référence ou si vous connaissez des sites web de qualité traitant du thème abordé ici, merci de compléter l'article en donnant les références utiles à sa vérifiabilité et en les liant à la section « Notes et références ».
Ugo Bardi (né en 1952) est un chimiste et un universitaire italien.

## Biographie
Diplômé de l'université de Florence en 1982, Ugo Bardi est professeur de chimie au département des sciences et de la terre de cette université, chercheur sur les matériaux pour les nouvelles sources d'énergie, contributeur de The Oil Drum, président d'ASPO Italie, membre du comité scientifique de l'Association for the Study of Peak Oil and Gas (ASPO) et auteur de plusieurs ouvrages, notamment sur l'énergie et les ressources minières comme The Limits to Growth Revisited ou La Terra svuotata.

## Publications
- La fine del petrolio, Riuniti, 2003, (ISBN 978-8-835-95425-5).
- Storia petrolifera del bel paese (avec Giovanni Pancani), Le Balze, 2006, (ISBN 8-875-39126-2).
- Il libro della chimera, Polistampa Firenze, 2008, (ISBN 8-859-60365-X et 978-8-859-60365-8).
- The Limits to Growth Revisited, Springer Briefs in Energy, 2011, (ISBN 978-1-441-99415-8).
- La Terra svuotata, Riuniti, 2011, (ISBN 978-8-864-73067-7).
- Le grand pillage : Comment nous épuisons les ressources de la planète, Les petits matins 2015, (ISBN 978-2-363-83165-1).

### Contributions à des ouvrages collectifs
- « L'effet Sénèque : croître lentement, se disloquer rapidement », dans Laurent Testot et Laurent Aillet (direction), Collapsus : Changer ou disparaître ? Le vrai bilan sur notre planète, Éditions Albin Michel, 2020, 352 p. (ISBN 978-2-22644-897-2).